# Tour de Flandes 1938
El Tour de Flandes 1938 és la 22a edició del Tour de Flandes. La cursa es disputà el 10 d'abril de 1938, amb inici a Gant i final a Wetteren després d'un recorregut de 260 quilòmetres.
El vencedor final fou el belga Edgard de Caluwe, que s'imposà a l'esprint a un nombrós grup de corredors a Wetteren. Els també belgues Sylvère Maes i Marcel Kint arribaren segon i tercer respectivament.

## Classificació final
|    | Ciclista               | Equip                        | Temps      |
| -- | ---------------------- | ---------------------------- | ---------- |
| 1  | Edgard de Caluwe (BEL) | Dilecta-Wolber               | 7h 42' 00" |
| 2  | Sylvère Maes (BEL)     | Alcyon-Dunlop                | m. t.      |
| 3  | Marcel Kint (BEL)      | Pelissier-Mercier-Hutchinson | m. t.      |
| 4  | Louis Hardiquest (BEL) | De Dion Bouton               | m. t.      |
| 5  | Maurice Croon (BEL)    | Wim Sport                    | m. t.      |
| 6  | Constant Lauwers (BEL) | Helyett-Hutchinson           | m. t.      |
| 7  | Émile Masson (BEL)     | Alcyon-Dunlop                | m. t.      |
| 8  | René Walschot (BEL)    | J.B. Louvet-Wolber           | m. t.      |
| 9  | Edward Vissers (BEL)   | Alcyon-Dunlop                | m. t.      |
| 10 | Gaston Rebry (BEL)     | Mercier-Hutchinson           | + 25"      |